# Erreà
Erreà – włoskie przedsiębiorstwo branży odzieżowej założone w 1988 roku. Jego siedziba znajduje się w miejscowości Torrile w prowincji Parma. Erreà dostarcza odzież i sprzęt dla takich dyscyplin sportowych jak piłka nożna, koszykówka, siatkówka, rugby i inne. Erreà było również pierwszym przedsiębiorstwem w swojej branży, które spełniło warunki certyfikatu Öko-Tex Standard 100, przyznawany wytwórcom materiałów pozbawionych chemicznie niebezpiecznych substancji. Nazwa Erreà pochodzi od liter „R” i „A”.

## Drużyny grające w strojach Erreà

### Reprezentacje narodowe
- Włochy (siatkówka kobiet i mężczyzn)
- Francja (siatkówka kobiet i mężczyzn)
- Słowenia (siatkówka kobiet i mężczyzn)
- Belgia (siatkówka kobiet i mężczyzn)
- Bułgaria (siatkówka kobiet i mężczyzn)

### Drużyny klubowe
Włochy
- Trentino Volley